# Ingatorpasjön
Ingatorpasjön är en sjö i Eksjö kommun i Småland och ingår i Emåns huvudavrinningsområde. Sjön är 5 meter djup, har en yta på 0,106 kvadratkilometer och är belägen 162 meter över havet. Sjön avvattnas av vattendraget Silverån (Brusaån).

## Delavrinningsområde
Ingatorpasjön ingår i det delavrinningsområde (639026-147625) som SMHI kallar för Utloppet av Ingatorpasjön. Avrinningsområdets medelhöjd är 204 meter över havet och ytan är 25,53 kvadratkilometer. Räknas de 11 delavrinningsområdena uppströms in blir den ackumulerade arean 169,89 kvadratkilometer. Silverån (Brusaån) som avvattnar avrinningsområdet har biflödesordning 2, vilket innebär att vattnet flödar genom totalt 2 vattendrag innan det når havet efter 154 kilometer. Delavrinningsområdet består mestadels av skog (67 procent), öppen mark (11 procent) och jordbruk (14 procent). Avrinningsområdet har 0,23 kvadratkilometer vattenytor vilket ger det en sjöprocent på 0,9 procent. Bebyggelsen i området täcker en yta av 0,65 kvadratkilometer eller 3 procent av avrinningsområdet.